# المراتحية
المراتحية هي قرية تونسية تقع بمنطقة جرجيس الساحلية، ومع صغر مساحتها إلا أن لها دور فلاحي هام، وذلك من خلال غابات الزياتين الموجودة هناك. سميت بهذا الاسم نسبة لعائلة مرتاح. تبعد عن مركز المدينة 12 كم. يحدها شرقا قرية شماخ وغربا منطقة القريبيس ومنطقة خويالفدير.